# Raakskwartier

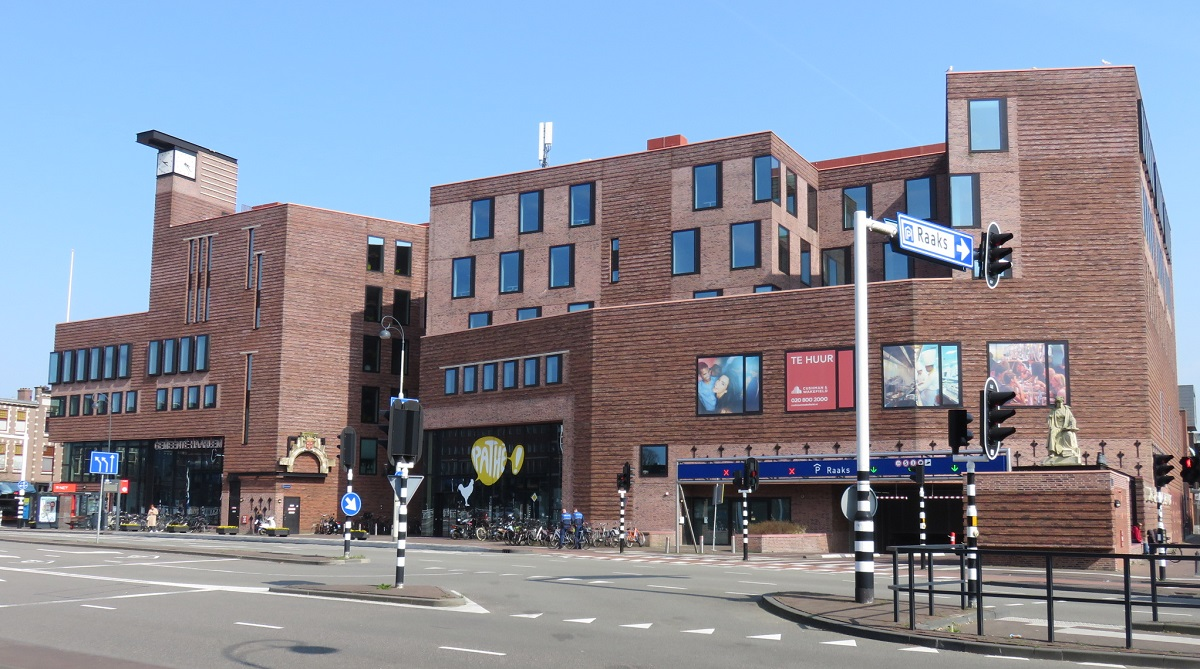
Het nieuwe Raakscomplex gezien vanaf de Wilhelminastraat

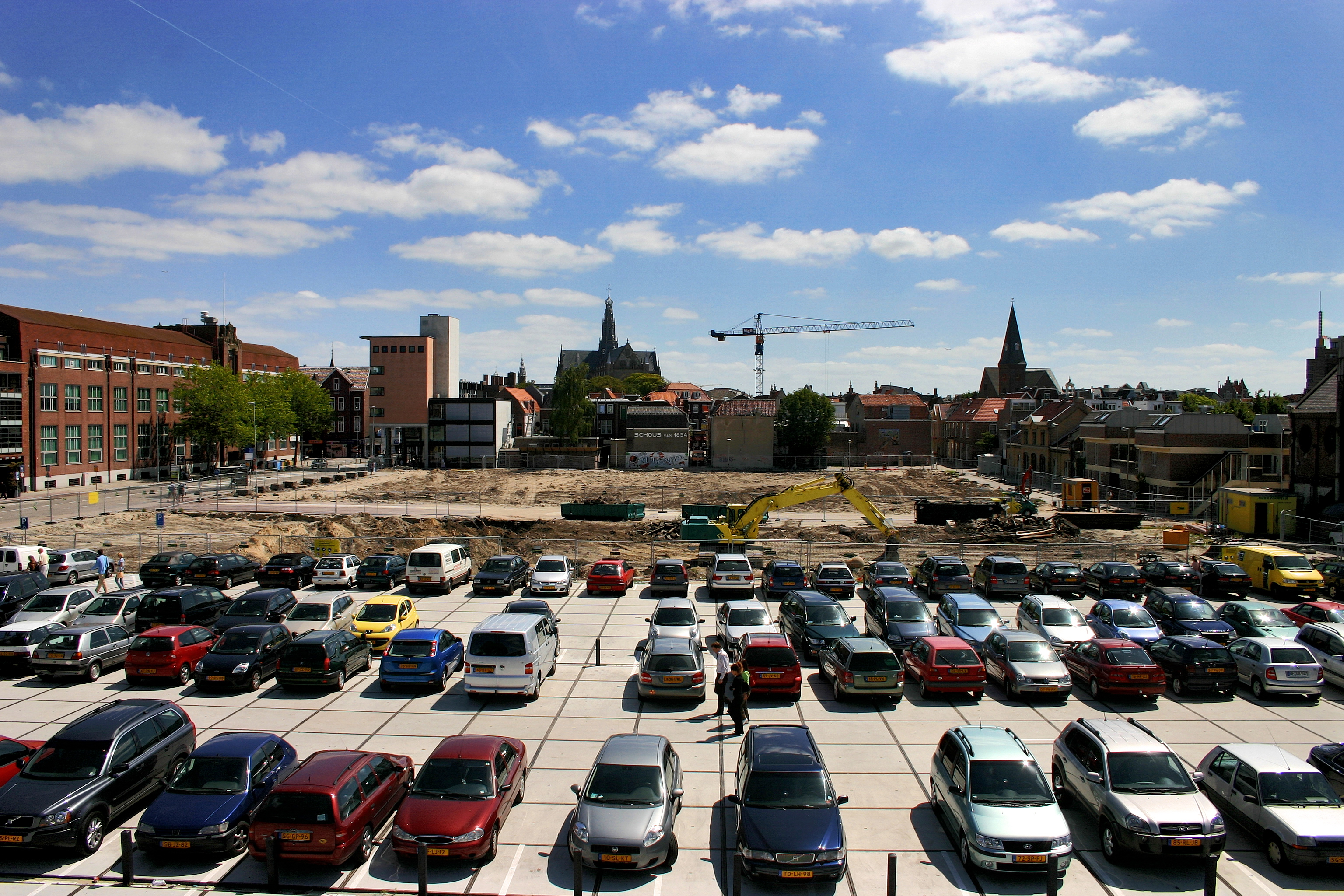
Overzicht van het gesloopte Raakskwartier met links de Raaks met het voormalige Hoofdpostkantoor en in de verte de Sint Bavokerk

Het Raakskwartier, ook wel simpelweg de Raaks genoemd, is een multifunctioneel nieuwbouwgebied ten zuiden van de Raaks in het Centrum van Haarlem, het is gelegen in de buurt de Vijfhoek. Het nieuwbouwgebied dat bekend is komen te staan als Raakskwartier had gedurende de bouw ervan de projectnaam: Raaksproject.
Centraal gelegen in het Raakskwartier is het Hortusplein, werd in de planningsfase Gratieplein genoemd. Aan de westzijde van het plein bevindt zich het stadskantoor Raakspoort en bioscoop Pathé Haarlem, aan de noordzijde is aan de Drossestraat een Albert Heijn met daarboven een Intersport.
Aan de zuidzijde van het plein, aan de Twaalf Apostelenstraat, is Brouwerij Jopen met café en restaurant gevestigd in de voormalige Vestekerk. Aan de oost- en westzijde van het plein bevindt zich eveneens horeca. sinds maart 2018 is er een sportschool van TrainMore aan de oostzijde van het plein gevestigd. Onder het Raakskwarier ligt de Parkeergarage Raaks.

## Geschiedenis
De geschiedenis van de Raaks begint rond 1380 toen de Oude Stad in westelijke richting werd uitgebreid. Dit terrein tussen de voormalige westelijke grens, de Gedempte Oude Gracht en een nieuwe gegraven burgwal, die later bekend zal komen te staan als de Wilhelminastraat werd het Nieuwland genoemd.
In 1885 werd ten zuiden van de Raaks op een braakliggend terrein aan de Zijlvest een gasfabriek gebouwd. De gasfabriek voorzag heel Haarlem van gas. De fabriek werd in 1902 gesloopt. Gedurende de 20e eeuw werden op het terrein van de voormalige fabriek onder andere drie scholen, waarvan twee hogereburgerscholen en een mulo, twee kerken en een parkeergarage gebouwd. De hogereburgerscholen, de HBS-A en de HBS-B stonden bekend als het Frans Hals College en het Laurens Janszoon Costercollege (LJC) respectievelijk.
De twee kerken met bijgebouwen, gebouwd omstreeks 1910 droegen de namen: Jacobs- of Vestekerk en De Hoeksteen. Beide kerken zijn een ontwerp van architect Johannes J. van Noppen. 
In 1964 en 1966 zijn de hofjes Hofje van Gratie en het Hofje der Twaalf Apostelen, respectievelijk afgebroken om plaats te maken voor stadsvernieuwing. Deze stadsvernieuwing omvatte onder meer de bouw van een bovengrondse parkeergarage. Deze parkeergarage, die de Parkeergarage Raaks heette, werd tussen 1969-1970 gebouwd. 
In 1981 is het gebied gereorganiseerd waarbij de Boere- en Luitesteeg zijn verdwenen.
In 1997 werd een besloten prijsvraag uitgeschreven door de gemeente Haarlem. Met de vraag, hoe het gebied ten zuiden van de Raaks te ontwikkelen en vernieuwen. Dit gedeelte van de stad liep destijds achterruit. Zo liepen de aanwezige kerken en scholen leeg. De bovengrondse parkeergarage had te weinig capaciteit en was gedateerd geraakt. Hiernaast was er in de historische binnenstad een gebrek aan ruimte waar grote winkels zich zouden kunnen vestigen. Het project moest een grote omwenteling in het Raaksgebied te weeg brengen en die tezamen met de binnenstad een economische impuls geven.
De uitgeschreven prijsvraag werd gewonnen door een opdrachtgeverscombinatie, bestaande uit DuraVermeer, Amvest en MAB. Urbis leverde het stedenbouwkundig ontwerp alsmede het ontwerp voor de buitenruimte. En WSP was de hoofdconstructeur.
Protest tegen de nieuwbouwplannen voorkwam niet dat de HBS-A werd gesloopt, maar resulteerde wel in behoud van de Vestekerk. 
In het vernieuwde Raakskwartier is een stadskantoor gebouwd waar de gemeente Haarlem een deel van zijn ambtenaren huisvest, is circa 9.000 m² winkelruimte gerealiseerd en zijn er 192 nieuwe appartementen, een bioscoop en een ondergrondse parkeergarage gebouwd. De voormalige HBS-B is verbouwd tot appartementen.
In 2013 verkreeg het project, na voltooiing van de eerste twee fases en grootste gedeelte van het project, de NRW-prijs. Een prijs die wordt uitgereikt aan het beste winkelcentrum van Nederland.
In 2022 werd een bewaakte gratis openbare fietsenkelder in gebruik genomen. Deze kelder is gesitueerd onder de laatste uitbreiding van het Raakskwartier, Raaks III.

## Gebouwen

### Verdwenen[5]
Tussen haakjes het jaar van oplevering en sloop, zover bekend.
- De Hoeksteen (1910-2005) –  J.J. van Noppen
- Jacobschool (MULO)
- Frans Hals College (1914 HBS-A) – L.C. Dumont
- Hofje van Gratie (17e eeuw-1964)
- Hofje der Twaalf Apostelen (1882-1966)
- Gasfabriek Haarlem (1837-1902)
- bovengrondse Parkeergarage Raaks (1970-2005)

### Bestaand en gerealiseerd[9]
Tussen haakjes het jaar van oplevering, zover bekend.
- Vestekerk (1911) – J.J. van Noppen
- Laurens Janszoon Costercollege (1906 HBS-B; 2007 Dumont) – L.C. Dumont, verbouwd naar ontwerp van Jaap Gräber gelieerd aan Claus en Kaan Architecten
- Lakenhof (2007)
- Palazzo (2007)
- Glazen Kubus en ondergrondse Parkeergarage Raaks (2010) – Hans Goverde en Donald Lambert, Kraaijvanger Architects en Urbis
- Raakshof en Zuiderstraatblok (2010) – Jo Crepain, Crepain Binst Architecture
- Raakspoort (2011) – Peter Wilson, Bolles+Wilson
- Raakshallen (2012)
- De Entree (2012) – Jaap Gräber, Claus en Kaan Architecten[10]
- Raaks III (2022) – Geurst & Schulze Architecten
  - De Lantaarn
  - De Veste
  - De Drie Heren

## Openbaar vervoer
Aan de westzijde is halte Raaksbrug van de lijnen 50 en sinds december 2014 R-netlijnen 340, 346 en 356. In noordoostelijke richting is halte Nassaulaan van de lijnen 2, 3 en 73. In zuidoostelijke richting is halte Centrum/Verwulft met dezelfde lijnen en R-net lijn 300, voorheen de Zuidtangent geheten.